# Cardan
Cardan – miejscowość i gmina we Francji, w regionie Nowa Akwitania, w departamencie Żyronda.
Według danych na rok 1990 gminę zamieszkiwało 369 osób, a gęstość zaludnienia wynosiła 87 osób/km² (wśród 2290 gmin Akwitanii Cardan plasuje się na 820. miejscu pod względem liczby ludności, natomiast pod względem powierzchni na miejscu 1471.).